# Selma Björnsdóttir

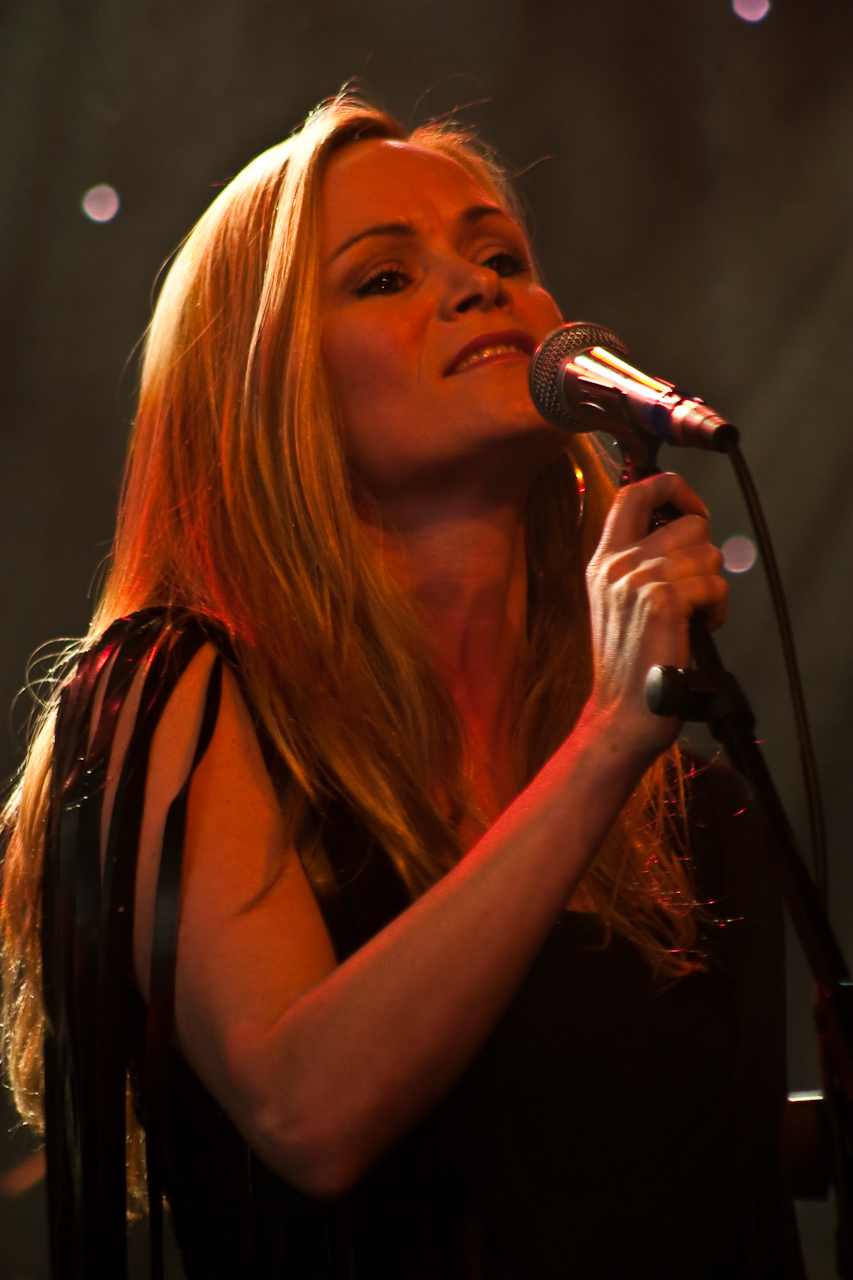
Selma Björnsdóttir

Selma Björnsdóttir of kortweg Selma is een IJslandse zangeres. Ze werd geboren op 13 juni 1974 in Reykjavik.
Op 10-jarige leeftijd maakte Selma haar debuut als zangeres in een kinderopera. Dit leidde tot een succesvolle carrière in verschillende musicals en theaterproducties.

## Songfestival
In 1999 werd Selma door de IJslandse omroep Ríkisútvarpið intern aangeduid om IJsland te vertegenwoordigen op het Eurovisiesongfestival van dat jaar. Met het liedje All out of luck mocht zij afreizen naar Jeruzalem.
Voorafgaand aan het songfestival stond Selma bovenaan bij de bookmakers. Bij de puntentelling nam ze ook de leiding, maar uiteindelijk moest ze toch het onderspit delven tegen de Zweedse kandidate Charlotte Nilsson, die met Take me to your heaven het festival op haar naam schreef. Selma's tweede plaats betekende echter wel het grootste IJslandse songfestivalsucces tot dan toe.
Zes jaar na haar eerste deelname, in 2005, werd Selma opnieuw geselecteerd als de IJslandse inzending voor het Eurovisiesongfestival. Op het festival van dat jaar in Kiev trad ze aan met het lied If I had your love. Wederom was ze vooraf een van de grote favorieten, maar ditmaal werd ze uitgeschakeld in de halve finale.
In 2009 werd Selma jurylid in de IJslandse versie van Idols. In 2017 was Selma presentatrice van Eurovision in Concert, dat plaatsvond in de Melkweg in Amsterdam.
1986: ICY · 
1987: Halla Margrét · 
1988: Beathoven · 
1989: Daníel Ágúst · 
1990: Stjórnin · 
1991: Stefán & Eyfi · 
1992: Heart 2 Heart · 
1993: Inga · 
1994: Sigga · 
1995: Bo Halldórsson · 
1996: Anna Mjöll · 
1997: Paul Oscar · 
1999: Selma · 
2000: August & Telma · 
2001: Two Tricky · 
2003: Birgitta · 
2004: Jónsi · 
2005: Selma · 
2006: Silvia Night · 
2007: Eiríkur Hauksson · 
2008: Euroband · 
2009: Yohanna · 
2010: Hera Björk · 
2011: Sigurjón's Friends · 
2012: Gréta Salóme & Jónsi · 
2013: Eyþór Ingi Gunnlaugsson · 
2014: Pollapönk · 
2015: María Ólafsdóttir · 
2016: Gréta Salóme · 
2017: Svala · 
2018: Ari Ólafsson · 
2019: Hatari · 
2021: Daði & Gagnamagnið · 
2022: Systur · 
2023: Diljá · 
2024: Hera Björk · 
2025: Væb
- Gemeinsame Normdatei: 1140710966
- MusicBrainz: 1c87780d-6f02-403f-8fa1-a743ae5273bd
- Système universitaire de documentation: 234463406
- Virtual International Authority File: 707152139970711100000